# Дивергент (фильм)
«Диверге́нт» (англ. Divergent — «расходящийся», «отклоняющийся») — американский фильм-антиутопия режиссёра Нила Бёргера, представляющий собой экранизацию романа «Дивергент», написанного Вероникой Рот. Выход фильма в США состоялся 21 марта 2014 года. Слоган фильма: «Ты опасен, если ты другой».

## Сюжет
Действие фильма «Дивергент» происходит в мире, пережившем глобальную войну, в футуристическом Чикаго, где общество разделено на пять фракций: «Эрудиция» (Erudite), «Дружелюбие» (Amity), «Искренность» (Candor), «Отречение» (Abnegation) и «Бесстрашие» (Dauntless). Каждая из них объединяет в себе представителей определённого типа. Каждый взрослый житель, достигший 16 лет, должен пройти тест, чтобы определить, к какой фракции он принадлежит, а на посвящении либо довериться тесту и остаться в своей фракции, либо по зову души выбрать другую фракцию.
Главная героиня Беатрис Прайор, проходя тест, обнаружила, что ей подходят сразу все фракции. Таких людей называют дивергентами. Общество очень боялось дивергентов, ибо они не умеют подчиняться и нестандартно мыслят. Не признаваясь, Беатрис выбирает «Бесстрашие», потому что всегда восхищалась этой фракцией. В результате она приобретает новый дом, новых друзей — Кристину, Уилла и Ала — и нового врага Питера, влюбляется в своего инструктора Фора и меняет своё имя на Трис.
Первая подготовка даётся Трис довольно тяжело. Она два раза проиграла бой, была исключена из фракции, но всё же ей удалось остаться и добиться уважения. Вторая подготовка включала в себя преодоление своих скрытых страхов. Трис справлялась гораздо быстрее остальных, и это насторожило Фора. После теста Тори поведала ей историю о своём брате, который тоже быстро справлялся с тестом, но после итогового теста его убили. В отчаянии Трис отправляется в «Эрудицию» к своему брату Калебу. Тот считает, что обществом должны управлять эрудиты, Трис обижается на брата.
Когда Трис возвращается домой, на неё нападают три человека, отводят к пропасти и пытаются её сбросить. Трис разоблачает одного из них — Ала, но появляется Фор и спасает её. На следующий день Ал пытается просить прощения у Трис, но та предупреждает его, что убьёт, если он подойдёт к ней ещё раз, после чего Ал кончает жизнь самоубийством, прыгнув в пропасть.
Трис винит себя в самоубийстве Ала, однако Фор её успокаивает и предлагает ей потренироваться на его страхах, и чтобы в дальнейшем Трис не разоблачили, она должна преодолевать свои страхи не как дивергент, а как бесстрашная. Накануне итогового теста Фор показывает ей «Сыворотку моделирования», которая позволяет управлять человеком через компьютер. После теста всем новым членам «Бесстрашия» сделали укол, пояснив, что вживляют «датчик слежения». На следующее утро Трис обнаруживает, что все бесстрашные ведут себя странно. Оказывается, это был не датчик слежения, а сыворотка моделирования, которая не подействовала на Трис.
Направляясь на поезде с остальными бесстрашными во фракцию «Отречение», Трис встречает Фора, как оказалось, «сыворотка» не подействовала и на него. По прибытии бесстрашные стали убивать жителей «Отречения». Трис и Фор притворяются, будто ими управляют, но их рассекречивают и отводят к Джанин, которая стоит за всем происходящим. Она считает, что обществом должна управлять «Эрудиция», а от «Отречения» нужно избавиться. Оружием умеют владеть только бесстрашные, но они ни за что не согласятся убивать отреченных, поэтому в «Эрудиции» создали сыворотку моделирования, чтобы можно было ими управлять через главный компьютер. Фора увозят, а Трис приказывают казнить, но её спасает её мать. Вдвоем они пытаются добраться до убежища, но мать Трис ранят, и она умирает.
Добравшись до убежища, Трис, её отец, Калеб и Маркус — отец Фора и лидер «Отречения» — решают остановить бесстрашных. Они отправляются в «Бесстрашие», берут в плен Питера, который проводит их к главному компьютеру, откуда управляют бесстрашными, но по пути погибает отец Трис. Добравшись к компьютеру, Трис находит Фора, но он оказался под сывороткой. Джанин приказывает Фору убить Трис, но она приводит его в чувство, и они заставляют Джанин стереть программу моделирования, после чего все бесстрашные снова приходят в чувство. В финале Фор, Трис, Калеб, Питер и Маркус садятся в поезд и едут до конечной станции.

## В ролях
| Актёр           | Роль                  |
| --------------- | --------------------- |
| Шейлин Вудли    | Беатрис «Трис» Прайор |
| Тео Джеймс      | Тобиас «Фор» Итон     |
| Кейт Уинслет    | Джанин Мэттьюс        |
| Джай Кортни     | Эрик                  |
| Майлз Теллер    | Питер                 |
| Зои Кравиц      | Кристина              |
| Эшли Джадд      | Натали Прайор         |
| Тони Голдуин    | Эндрю Прайор          |
| Энсел Эльгорт   | Калеб Прайор          |
| Мэгги Кью       | Тори                  |
| Рэй Стивенсон   | Маркус Итон           |
| Мекай Файфер    | Макс                  |
| Бен Ллойд-Хьюз  | Уилл                  |
| Кристиан Мэдсен | Ал                    |
| Эми Ньюболд     | Молли Этвуд           |
| Бен Лэмб        | Эдвард                |

## Прокат
В Финляндии и Франции премьера состоялась 9 апреля 2014, Австралии, России и Украине — 10 апреля 2014, в Аргентине и Бразилии — 17 апреля 2014.

## Критика
Фильм получил смешанные отзывы критиков. По данным агрегатора рецензий Rotten tomatoes фильм имеет рейтинг 41 % на основе 236 отзывов, а средняя оценка составляет 5,4 из 10.